# José María de Lapuerta
José María de Lapuerta y de las Pozas (Madrid, 31 de diciembre de 1897-Madrid, 3 de febrero de 1968) fue un abogado del Estado y político español. Durante la dictadura franquista llegó a ocupar diversos puestos, siendo procurador en Cortes o miembro del consejo de administración de varias empresas.

## Biografía
Nació en Madrid el 31 de diciembre de 1897. Se licenció en derecho por la Universidad Central de Madrid en 1919, ingresando dos años más tarde en el Cuerpo de Abogados del Estado. Entre 1927 y 1932 prestó sus servicios en la presidencia del Consejo de Ministros, colaborando en la puesta en marcha de la empresa CAMPSA. Durante el período 1932-1935 ejerció de abogado del Estado en la asesoría jurídica del Ministerio de Estado.
Tras la instauración de la dictadura franquista desempeñó diversos puestos de responsabilidad en el seno de la administración, siendo subsecretario de Comercio, Política Arancelaria y Moneda durante el período 1942-1947. Llegó a ostentar el cargo de procurador en las Cortes franquistas por designación del jefe de Estado. Así mismo, formó parte del consejo de administración de varias empresas controladas por el Estado. En 1949 fue designado presidente de REPESA, sociedad perteneciente al conglomerado del Instituto Nacional de Industria que estaba a cargo de la refinería de Escombreras. También formó parte del primer consejo de administración de RENFE, empresa estatal creada en 1941, en la que ostentó el puesto de vicepresidente.
Falleció en Madrid el 3 de febrero de 1968.

## Familia
Contrajo matrimonio con Dorotea Quintero Calzado, con la que tuvo diez hijos.

## Obras
- Cancionero del amor eterno (1951).